# Магистр дьявольского культа (роман)
«Магистр дьявольского культа» (кит. 魔道祖师; пиньинь. Módào zǔshī), также встречается перевод «Основатель тёмного пути») — роман китайской писательницы Мосян Тунсю (кит. 墨香铜臭).
Роман выпускался онлайн-издательством «Цзиньцзян» (晋江文学城, Jinjiang Literature City) с 2015 по 2016 год. В декабре 2016 года издательство «Пинсин студия» (平心工作室) выпустило первый том в Тайване, затем — три последующих тома. В декабре 2018 года «Сычуаньское издательство литературы и искусства» (四川文艺出版社, Sichuan Literature and Art Publishing House) изменило название романа на «ВанСянь» (кит. 无 羁) и выпустило первый том в Китае.
С 2017 года роман был адаптирован в маньхуа, радиопостановку, одноимённую дунхуа и дораму «Неукротимый: Повелитель Чэньцин». Все они добились огромной популярности. Кроме того, готовился выпуск мобильной игры «Неукротимый».
Министерство информации Республики Беларусь внесло серию книг "Основатель тёмного пути" на своем сайте в «список печатных изданий, содержащих информационные сообщения и (или) материалы, распространение которых способно нанести вред национальным интересам Республики Беларусь». Таким образом, серия была признана экстремистскими материалами и запрещена к распространению в свободной продаже.

## Сюжет
Действие происходит в фэнтезийном мире с магией, очень похожем на средневековый Китай. Главный герой, Вэй Усянь, стремится достичь сянь (бессмертия), но после определённых обстоятельств начинает следовать «демоническому пути» (魔道). После чего погибает, но возвращается к жизни в теле забитого деревенского парня, который хотел отомстить своим родственникам за все унижения и издевательства.
Роман содержит детективную линию, где главные герои расследуют таинственное убийство, попутно выясняя обстоятельства прошлых событий.

## Главные герои
Вэй Ин (魏婴 Wèi Yīng), имя в быту: Вэй Усянь (魏无羡, Wèi Wúxiàn), известен также как Старейшина Илина (夷陵老祖, Yílíng Lǎozǔ) — Основатель тёмного пути, бывший главный ученик клана Юньмэн Цзян. Вэй Усянь погиб во время нападения на Могильные холмы, за тринадцать лет до основных событий книги. Его дух в результате жертвенного ритуала был призван в тело забитого деревенского простака Мо Сюаньюя, который хотел отомстить своим родственникам за грубое отношение и издевательства. Обстоятельства гибели Вэй Усяня раскрываются на протяжении всей истории, пока Вэй Ин вместе с Лань Ванцзи разыскивают части тела загадочного незнакомца по всему Китаю.
Лань Чжань (蓝湛 Lán Zhàn), имя в быту: Лань Ванцзи (蓝忘機, Lán Wàngjī). Заклинатель, происходящий из клана Гусу Лань. В молодости Лань Ванцзи подружился с Вэй Усянем. Когда Вэй Усянь стал основателем Тёмного пути, Лань Ванцзи пытался отговорить его и защитить от глав других кланов, но не смог спасти. Через тринадцать лет он узнает Вэй Усяня в теле Мо Сюаньюя и помогает ему восстановить своё доброе имя.

## Медиа

### Новелла
Оригинальный роман был написан Мосян Тунсю (кит. 墨香铜臭) с 2015 по 2016 год и опубликован на онлайн-платформе Jinjiang Literature City (:晋江文学城). Бумажная версия была опубликована студией Pinsin Studio (大心社) в 2016 году на традиционном китайском языке, а затем издательством Sichuan Literature and Art Publishing House (кит. 文文文版版社) в 2018 году на упрощенном китайском.
На русском языке роман издан в 2020 году издательством «Истари Комикс», средства на издание были собраны с помощью краудфандинга.

### Маньхуа
Mo Dao Zu Shi была экранизирована в маньхуа в 2017 году. Маньхуа была официально выпущена издательством KuaiKan Manhua (кит. 快 看 漫画). Первая глава вышла 8 декабря 2017 года, маньхуа обновлялась каждую субботу (GMT +08:00), но потом выход новых глав перенесли на понедельник (GMT +08:00). Маньхуа была награждена серебряной наградой как лучший комикс по адаптации на 16-й премии «Золотой дракон».
С июня 2022 года издательство «Бам!Бук» издаёт маньхуа на русском языке под названием «Основатель Тёмного Пути». На данный момент вышло 8 томов, выпуск продолжается.

### Радиопостановка
Также роман был адаптирован для радиопостановки (кит. 魔道祖师 广播剧), созданной студией Polar Penguin. Аудио-драма транслировалась на китайском сайте сайтом MissEvan.com. Первый сезон транслировался с 8 июня по 24 августа 2018 года, в общей сложности вышло 12 эпизодов с несколькими дополнительными частями. Второй сезон транслировался с 5 октября 2018 года по 5 апреля 2019 года с 18 эпизодами и некоторыми дополнительными частями. Третий сезон состоял из 19 эпизодов и начал вещание 17 июня 2019 года.
Радиопостановка оказалась финансовым успехом, получив высокую оценку за свою сюжетную линию и качество озвучивания актёров. Она собрала сотни миллионов воспроизведений во всех трех сезонах, причем каждый эпизод занимал первое место в еженедельном рейтинге. Все три сезона по-прежнему остаются топ-3 самых прослушиваемых сериалов сайта в общем рейтинге даже спустя месяцы после их окончания. По состоянию на июнь 2020 года радиопостановка собрала 400 миллионов прослушиваний.
Огромная популярность китайской радиопостановки привела к тому, что она была привезена в Японию для локализованной адаптации (яп. 日本版ラジオドラマ, англ. «Ma Dou So Shi Japanese Radio Drama»), спродюсированной компанией Brave Hearts в тесном сотрудничестве с оригинальной китайской аудио-драмой. Радиопостановка одновременно транслируется на японском потоковом приложении MiMiFM и китайском сайте MissEvan.com, выходит каждую пятницу в 6 вечера по японскому стандартному времени. Первый сезон вышел в эфир 24 января 2020 года.

### Дунхуа

Постер к мультсериалу

В 2018 году Tencent Penguin Pictures и B.C May Pictures выпустили одноимённую дунхуа. Первый сезон, состоящий из 15 серий, транслировался на Tencent Video с 9 июля по 6 октября 2018 года. Восьмисерийный второй сезон транслировался с 3 августа по 5 октября 2019 года.
В России показ дунхуа начался на кабельном телеканале FAN 7 сентября 2020 года в озвучке студии «СВ-Дубль».

### Дорама

Постер к телесериалу

В 2019 году вышел телесериал «Неукротимый: Повелитель Чэньцин» (кит. 陈情令). Сериал был спродюсирован компаниями Tencent Penguin Pictures и New Style Media. В сериале было задействовано много молодых актёров, главных героев сыграли Сяо Чжань (роль Вэй Усяня) и Ван Ибо (роль Лань Ванцзи). Сериал транслировался в Китае компанией Tencent Video с 27 июня по 20 августа 2019 года с общим количеством 50 серий. Каждую неделю выходили 2 серии, в четверг и пятницу (GMT +08:00), но затем, начиная с 1 июля — с понедельника на среду (GMT + 08:00).
Телесериал получил известность не только в Китае, но и за рубежом. «Неукротимый» был переведён на 11 языков и с 25 октября 2019 года транслируется на Netflix в Северной и Южной Америке, Европе, Австралии, Филиппинах и Индии. Сериал стал коммерческим успехом, принеся славу начинающим актёрам Сяо Чжаню и Ван Ибо по всей Азии.
В России показ телесериала осуществляется WeTV (дочерний канал Tencent) на официальном YouTube-канале WeTV Russian с русскими субтитрами.